# Beckius beccarii
Beckius beccarii is een keversoort uit de familie van de Scarabaeidae. De wetenschappelijke naam van de soort is voor het eerst geldig gepubliceerd in 1876 door Gestro als Chalcosoma beccarii

## Synoniemen
- Chalcosoma beccarii
- Eupatorus beccarii